# AMZ Łoś
TIWD AMZ Łoś – terenowy interwencyjny wóz dowodzenia produkcji AMZ-Kutno.

## Opis
Terenowy Interwencyjny Wóz Dowodzenia AMZ Łoś zbudowany jest na podwoziu samochodu SCAM SM 55 w układzie 4x4. Przeznaczony jest jednym z elementów systemu dowodzenia Oddziałów Specjalnych Żandarmerii Wojskowej oraz przeznaczony jest do zapewnienia miejsca pracy dla dowództwa Oddziału Specjalnego ŻW, dowodzenia oddziałami i pododdziałami ŻW, informatycznego wsparcia procesu dowodzenia, działania w ramach ugrupowania bojowego i samodzielnych patroli. Na jego wyposażeniu znajdują się środki łączności i informatyki przeznaczone do zapewnienia łączności fonicznej, transmisji danych oraz łączności wewnętrznej wozu dowodzenia. Pojazd przystosowany jest do pracy w ruchu oraz postoju.